# Aigua purificada

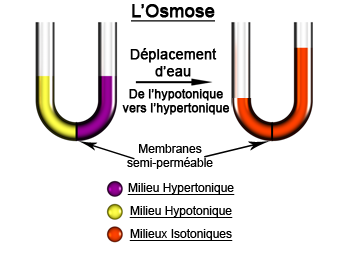
Esquema del procés d'osmosi amb membrana semipermeable que és un dels sistemes d'obtenir aigua purificada sense canvi de fase.

Aigua purificada és l'aigua a la qual s'han eliminat les impureses. Es diferencia de l'aigua destil·lada pel fet que no ha patit un canvi de fase. Tanmateix, en sentit ampli, es pot considerar que també l'aigua destil·lada és una categoria particular d'aigua purificada. Els diversos mètodes de purificació permeten obtenir aigua amb només parts per bilió (ppb) o parts per trilió (ppt) de contaminants. L'aigua purificada té moltes aplicacions.

## Mètodes de purificació

### Destil·lació
Es fa amb un canvi de fase, de líquid a gas i de gas a líquid, el que requereix molta energia i resulta relativament car. La doble destil·lació (expressat abreujadament com «ddH₂O», dona aigua altament purificada que, de facto, era l'estàndard per laboratori de bioquímica i anàlisis de traces fins que es van estendre els mètodes combinats de purificació.

### Desionització
També coneguda com a aigua desmineralitzada, és aigua de la qual se li han llevat els ions tals com els cations de sodi, calci, ferro, coure i anions com clorurs i bromurs. La desionització és un procés físic que fa servir resines de bescanvi d'ions que filtren les sals minerals de l'aigua. S'obté una aigua de puresa similar a la destil·lada però no treu molècules orgàniques sense càrrega elèctrica ni virus ni bacteris excepte els pocs que puguin quedar atrapats en el filtre. Tampoc lleva els ions hidròxid i oxoni.

### Altres processos
Inclouen l'osmosi inversa, filtració amb carboni, filtració amb microporus, ultrafiltració, oxidació ultraviolada o electrodiàlisi.

## Usos

### En laboratori
Hi ha diferents paràmetres establerts per organitzacions científiques respecte a la puresa requerida de l'aigua. Per exemple l'aigua requerida en microbiologia cal que sigui completament estèril cosa que se sol fer amb una autoclau.

### Fora de laboratori
Tant l'aigua destil·lada com la desionitzada es fan servir en bateries àcides de plom per perllongar-ne la vida útil. En vehicles híbrids és especialment important fer servir aigua destil·lada o purificada.
Pel tractament de l'apnea del son, es fan servir humidificadors amb aigua purificada.
L'aigua desionitzada sovint es fa servir en la fabricació de cosmètics i productes farmacèutics, de vegades en l'etiqueta sota el nom llatí d'''aqua''. Pot servir en el rentat d'automòbils, ja que en assecar-se no deixa un residu visible. També es fa servir en la homeopatia per diluir ad infinitum i preparar els remeis pseudocientífics.
Sense els minerals l'aigua purificada no és bona per beure. L'aigua de l'aixeta als Països Catalans i Europa és potable i segura. És molt controlada. Tot i això, pot contenir residus inofensius o una odor de clor que no agradi o que no va bé per fer tè o cafè. Aleshores es pot ferservir un sistema d'osmosi inversa per purificar l'aigua de la xarxa pública.